# Bundesstraße 517
Die Bundesstraße 517 (Abkürzung: B 517) ist eine deutsche Bundesstraße und befindet sich in Nordrhein-Westfalen.

## Überblick
- Länge: ca. 26,4 km
- Anfangspunkt: Kreuztal (Mitte)
- Endpunkt: Lennestadt

## Verlauf
- Kreuztal (Anschluss an die Bundesstraße 508)
- Kirchhundem-Welschen Ennest
- Kirchhundem
- Lennestadt-Altenhundem (Anschluss an die Bundesstraße 236)

## Geschichte/Weiteres
Die Bundesstraße 517 wurde zu Beginn der 1970er Jahre eingerichtet.
Zum Jahresbeginn 2009 wurde die B 517 um ein sechs Kilometer langes Teilstück der alten B 54 zwischen Kreuztal-Krombach und Kreuztal (Mitte) verlängert.
Der Knotenpunkt mit der B 236 in Altenhundem wurde im Jahr 2011 komplett umgebaut. Dort wurde als Pilotversuch der erste Turbokreisel in Nordrhein-Westfalen gebaut. Die Verkehrsfreigabe erfolge Mitte Dezember 2011.

## Zukunft
Im Bundesverkehrswegeplan 2003 waren für die B 517 zwei größere Baumaßnahmen geplant:
- Ortsumgehung Welschen Ennest (dadurch gleichzeitige Umgehung des Bahnüberganges an der Ruhr-Sieg-Strecke).
- Neubau der Bundesstraße ab der Rahrbacher Höhe weiter über den Höhenzug zur Krombacher Höhe (dadurch direkter Anschluss an die Bundesautobahn 4, die Bundesstraße 54 und die Hüttentalstraße). Das Anfang 2009 erhaltene Teilstück zwischen Kreuztal-Krombach und Kreuztal (Mitte) sollte mit Fertigstellung der Neubaumaßnahme zur Landesstraße (L 729) umgewidmet werden; der Abschnitt Krombach-Littfeld-Rahrbacher Höhe sogar zur Kreisstraße.

Im neu vorgestellten Bundesverkehrswegeplan 2030 sind diese Maßnahmen nicht mehr aufgeführt.